# Europäische Holocaustgedenkstätte in Landsberg
Die Europäische Holocaustgedenkstätte in Landsberg am Lech ist eine Gedenkstätte der „Europäische Holocaustgedenkstätte Stiftung e. V.“ aus Landsberg am Lech und wird ehrenamtlich betreut. Eine Besichtigung der „Europäischen Holocaustgedenkstätte“ ist nach Voranmeldung und in individueller Begleitung möglich. Jährlich werden mehr wie 70 Führungen, öffentlich und individuell, ehrenamtlich angeboten (Stand 2005). Zudem bringt der Verein jährlich mehr als 900 ehrenamtliche Arbeitsstunden für die Pflege des ehemaligen Konzentrationslager Kaufering VII auf.

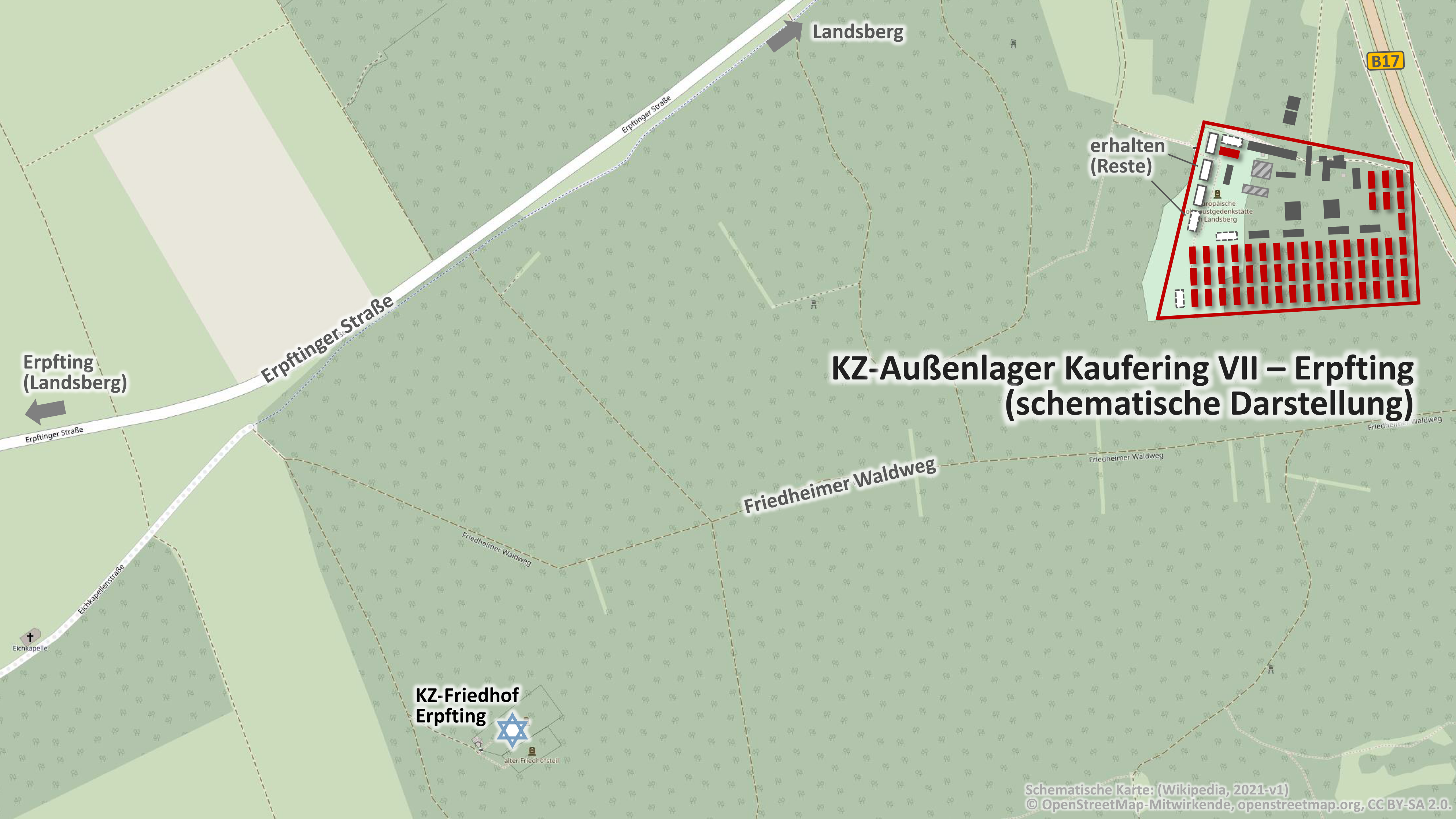
Schematische Karte KZ-Außenlager Kaufering VII – Erpfting, 1945. (2021: „Europäische Holocaustgedenkstätte“)

Die Gedenkstätte birgt Überreste des KZ-Außenlager Kaufering VII – Landsberg-Erpfting, dem siebten der elf zugeordneten Lager des KZ-Außenlagerkomplex Kaufering, dem größten Komplex der 169 Außenlager des Konzentrationslagers Dachau; unter anderem sechs Ruinen von Tonröhrenbaracken und die letzten Spuren von KZ-Erdhütten. Der Erhalt ist der bürgerlichen Initiative der 1983 gegründeten Bürgervereinigung Landsberg im 20. Jahrhundert und dem Engagement von Anton Posset zu verdanken. Der Verein drängte auf eine Unterschutzstellung der baulichen Reste von Lager VII durch das Bayerische Landesamt für Denkmalpflege und erwarb selbst das Drittel der ehemaligen Lagerfläche, auf dem die bedeutsamsten Baulichkeiten – die Tonröhrenunterkünfte – lagen. Franz Josef Strauß erklärte 1983 auf eine Anfrage von Anton Posset, dass „die fünf im Jahre 1944 angelegten Erdbunker der Nachwelt erhalten bleiben“, indem sie in die Denkmalliste aufgenommen würden. Er bitte weiterhin um Verständnis, dass es die Möglichkeiten des Staates übersteige, mehr zu tun. Die Bürgervereinigung Landsberg im 20. Jahrhundert übernahm daher 1985 mittels einer Spende des jüdischen Holocaust-Überlebenden Alexander Moksel einen Teil des ehemaligen Geländes von 'KZ-Außenlager Kaufering VII – Erpfting' und begann mit der Gedenk- und Erinnerungsarbeit. Seit 1983 baut sie ehrenamtlich mittels Spenden, eine „Europäische Holocaustgedenkstätte“ in Landsberg auf, um somit dem Holocaust im Raum Landsberg angemessen zu gedenken. Regional stieß sie damit über Jahrzehnte auf Widerstände. Seit spätestens 2005 bereitet die Stiftung Bayerische Gedenkstätten die würdige Gestaltung der Überreste des Lagers vor. 2021 stimmte der Stadtrat Landsberg der Beauftragung einer Planung eines Dokumentationszentrums vor Ort zu.

## KZ-Außenlagerkomplex Kaufering

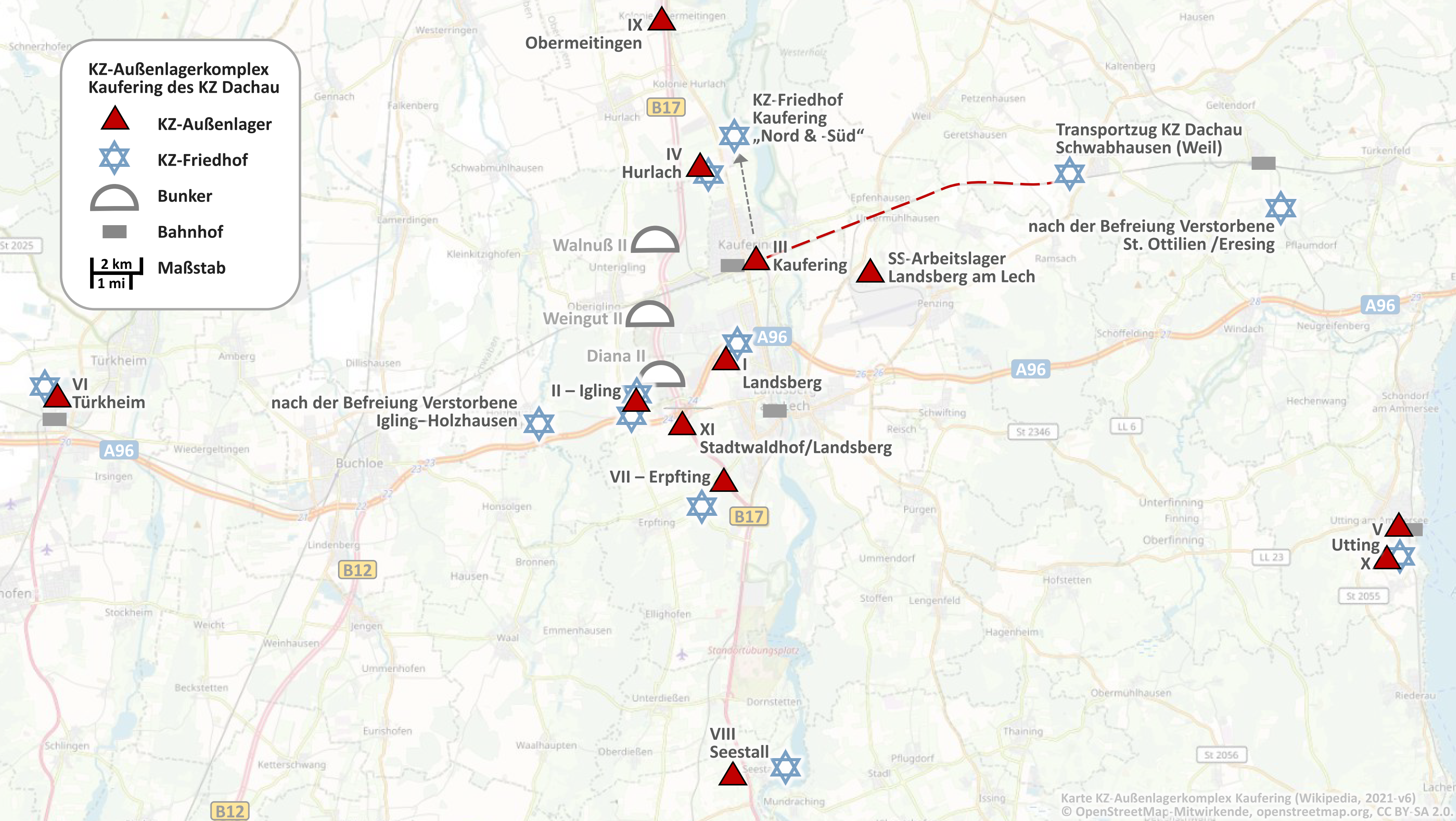
Das KZ-Außenlager Kaufering VII – Erpfting war das siebte von elf Lagern des KZ-Außenlagerkomplexes Kaufering (Detail-Karte, freie Verwendung CC BY-SA 2.0)

Der KZ-Außenlagerkomplex Kaufering bestand aus zwölf KZ-Außenlagern, von denen die ersten elf von der gemeinsamen Kommandantur im KZ-Außenlager Kaufering I – Landsberg verwaltet wurden. Mehr als 30.000 jüdische Mitmenschen wurden dort inhaftiert, nach Schätzungen kamen mindestens 14.500 von ihnen um.
1. KZ-Außenlager Kaufering I – Landsberg
2. KZ-Außenlager Kaufering II – Igling
3. KZ-Außenlager Kaufering III – Kaufering
4. KZ-Außenlager Kaufering IV – Hurlach
5. KZ-Außenlager Kaufering V – Utting
6. KZ-Außenlager Kaufering VI – Türkheim
7. KZ-Außenlager Kaufering VII – Landsberg-Erpfting
8. KZ-Außenlager Kaufering VIII – Seestall
9. KZ-Außenlager Kaufering IX – Obermeitingen
10. KZ-Außenlager Kaufering X – Utting

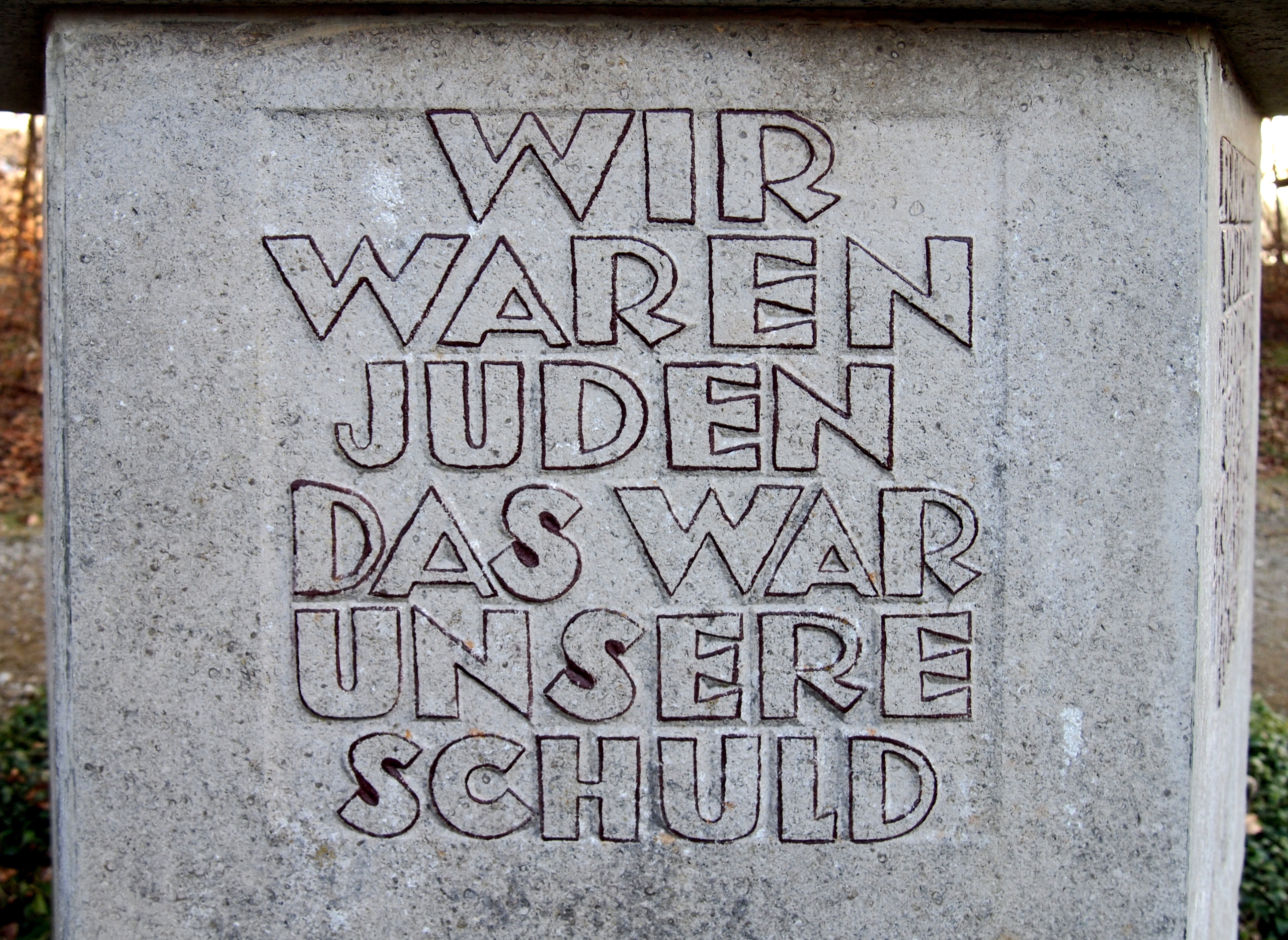
Wir waren Juden – das war unsere Schuld, KZ-Außenlager Kaufering VIII – Seestall (Foto: 2014)

11. KZ-Außenlager Kaufering XI – Landsberg-Stadtwaldhof
12. SS-Arbeitslager Landsberg am Lech

## KZ-Friedhöfe
14 KZ-Friedhöfe, manche mit Gedenksteinen, erinnern an die unzählbaren Toten des KZ-Außenlagerkomplexes Kaufering.

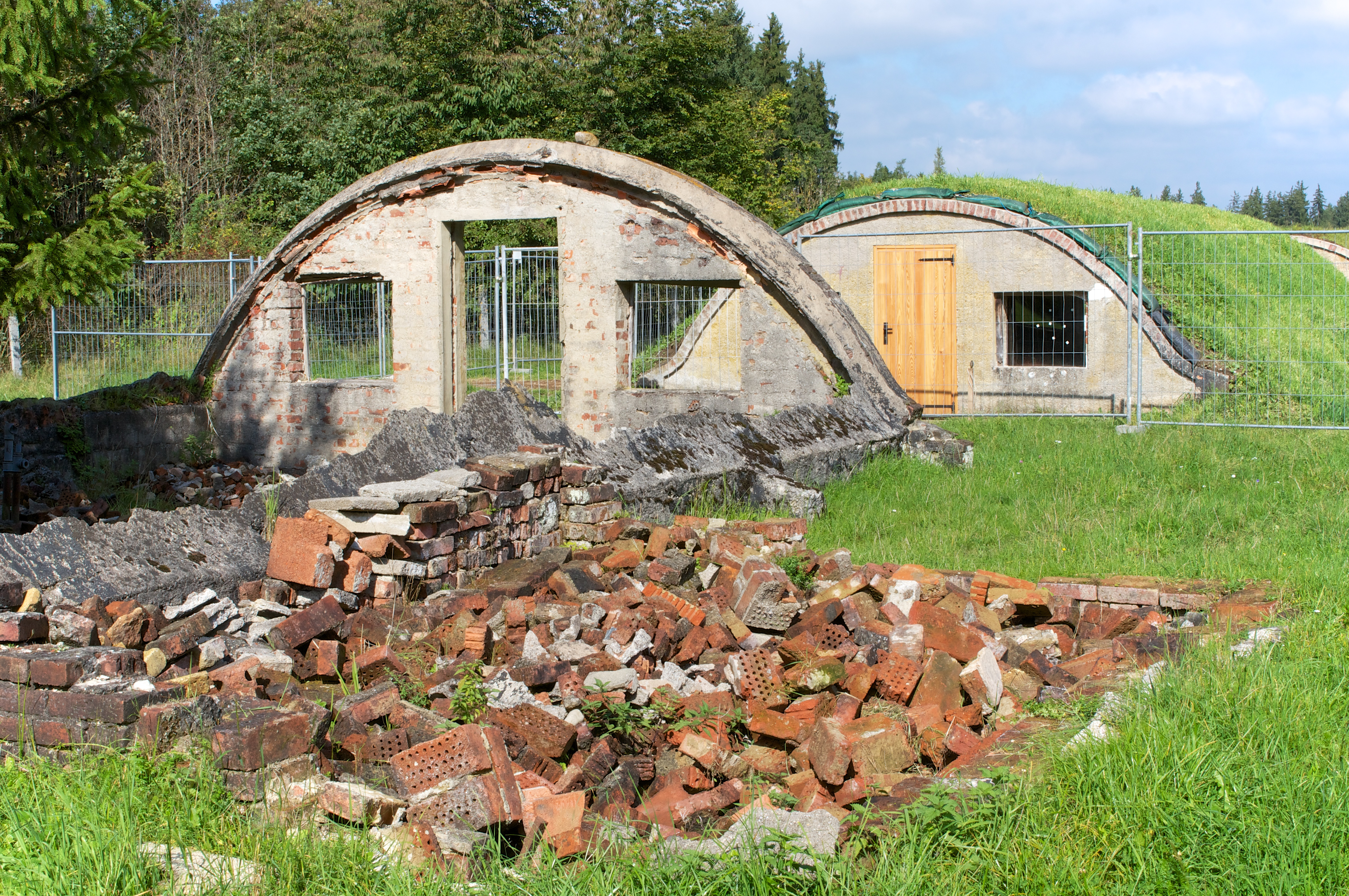
Tonröhren-Baracke/Wohnbaracke – Außenansicht (Foto: 2014)

## Aktueller Stand der Europäischen Holocaustgedenkstätte in Landsberg
Die aktuelle Europäische Holocaustgedenkstätte in Landsberg wurde von Anton Posset und der Bürgervereinigung Landsberg im 20. Jahrhundert im Laufe von 30 Jahren in Eigenregie und lediglich mittels finanzieller Unterstützung von Spenden und ehrenamtlichen Engagement, wie von Franz Josef Strauß vorgeschlagen, somit von bürgerlicher Hand getragen, gestaltet und aufgebaut.
Jeder einzelne der Gedenksteine, die von europäischen Staatsoberhäuptern den deportierten und ermordeten Juden aus ihren Ländern gestiftet worden waren, beschreibt auf seine Weise die Bedeutung der Erinnerung an den Verlust des jüdischen Teils der jeweiligen Nation. Diesen stehen an zentraler Stelle – dem ehemaligen Appellplatz – zwölf Granitstelen gegenüber, die für die Zwölf Stämme Israels einerseits sowie die elf Lager des KZ-Außenlagerkomplexes Kaufering und das SS-Arbeitslager Landsberg am Lech andererseits stehen. Immer wieder kam es zu Schändungen der Gedenkstätte.
Vervollständigt wird der zentrale Gedenkplatz durch vier kleine Steine, die namentlich bekannten Opfern des KZ-Außenlager Kaufering VII – Erpfting und der konkreten Begegnungen mit deren Kindern, sowie den 471 namenlosen Opfern der letzten dokumentierten Deportation von KZ-Häftlingen aus dem Lager zum KZ Auschwitz am 25. Oktober 1944 gewidmet sind. Diese Elemente stehen nicht nur zueinander in Bezug, sondern auch im historischen Kontext der baulichen Überreste der Tonröhren-Baracken, der im Boden freigelegten Fundamente von Funktionsbaracken und den sich im Untergrund abzeichnenden Formationen der früheren KZ-Erdhütten. Der Weg der Menschenrechte und Menschenwürde mit seinen Eingangselementen rundet das Bild ab. Diese wurde am 27. April 2007 im Rahmen einer Gedenkfeier der Öffentlichkeit übergeben.
Im Jahre 2009 wurde die Gedenkstätte von der Bürgervereinigung Landsberg im 20. Jahrhundert an die Europäische Holocaustgedenkstätte Stiftung e. V. übertragen, die seit dieser Zeit die fachgerechte Konservierung der Bau- und Bodendenkmäler auf dem ehemaligen KZ-Außenlagerkomplex Kaufering umsetzte.
Am Eingang zum ehemaligen Konzentrationslager zeigt eine Informationstafel den geschichtlichen Kontext des Lagers im gesamten KZ-Außenlagerkomplex Kaufering auf. Eine historische Kipp-Lore aus dem KZ-Außenlager Kaufering X – Utting symbolisiert die entmenschlichende Zwangsarbeit, die die jüdischen Gefangenen leisten mussten – im KZ-Außenlagerkomplex Kaufering gemäß dem Konzept Vernichtung durch Arbeit.
Die Gedenkstätte wird ehrenamtlich betreut. Eine Besichtigung der „Europäischen Holocaustgedenkstätte“ ist nach Voranmeldung und in individueller Begleitung möglich. Die Gesamtausdehnung des Areals ist nicht markiert, es gibt keinen Rundweg, nur wenige Hinweistafeln und keinen würdigen Gedenkort.

## Planungen zur Errichtung eines Dokumentationszentrums
Seit 1984 verfolgt die Bürgervereinigung Landsberg im 20. Jahrhundert die Idee eines Dokumentationszentrums. Dies war stets ein erklärtes Ziel innerhalb der Satzung des Vereins. Eine Realisierung scheiterte anfänglich aufgrund von mangelnder finanzieller Unterstützung und unklarer Verantwortlichkeiten auf dem Grundstück. Im Jahr 2012 startete der Verein, gemäß seiner Satzung und des Geschäftsführungsvertrages, erneut die Diskussion rund um die Errichtung eines Dokumentationszentrums zu thematisieren. Dies wird als notwendige Ergänzung zur Europäischen Holocaustgedenkstätte mit den historischen Baudenkmälern des ehemaligen KZ-Außenlager Kaufering VII – Erpfting, als ein „Ort der Information, des Erinnerns und der Begegnung“ vor dem ehemaligen KZ-Außenlager Kaufering VII – Erpfting, gesehen.
Diese Initiative der Bürgervereinigung Landsberg im 20. Jahrhundert, gemeinsam mit der Europäischen Holocaustgedenkstätte Stiftung, veranlasste die Stiftung Bayerische Gedenkstätten im Jahr 2015, eine Machbarkeitsstudie für einen Dokumentationsort zum ehemaligen KZ-Außenlagerkomplex Kaufering in Auftrag zu geben, welche im Herbst 2016 vorgelegt wurde. Diese empfiehlt:
1. „Dokumentationszentrum KZ-Außenlager VII: Erschließung und Dokumentation vor Ort“ mit einer „deutliche[n] Verschlankung der Ausstattung des Dokumentationszentrums“ über eine „drastische Reduzierung der Dauerausstellungsfläche“ auf 240 Quadratmeter und einem weitgehenden „Verzicht auf die Präsentation von Originalexponaten“,
2. „Digitaler Dokumentationsort: Plattform“ im Internet als mittel- bis langfristig angelegtes Projekt,
3. „Erinnerungsraum Landsberg: Aspekte der NS-Zeit in Landsberg am Lech“ in der Stadt Landsberg in Form einer „Tafelausstellung auf maximal 30 m²“ und
4. „Trägerschaft und Betrieb: Neue Formen der Kooperation“. Die Gründungsphase sollte demnach die Stadt Landsberg mit Unterstützung der Stiftung Bayerische Gedenkstätten übernehmen, anschließend ein Zweckverband, ggfs. als Stiftung bürgerlichen Rechts.
Als Öffnungszeit wären danach die Monate März bis Oktober vorgesehen, Dienstag bis Sonntag jeweils von 13 bis 17 Uhr.[18]

Der Stadtrat der Stadt Landsberg beauftragte Mitte 2021 seine Verwaltung mit der Planung eines Dokumentationszentrums. Im November 2022 gab es weiterhin keinen Bebauungsplan für die Gedenkstätte. Laut Stadt Landsberg seien weitere Diskussionen nötig, inwiefern und in welcher Dimension eine Gedenkstätte überhaupt realisiert werden könne. Das Bayerische Kultusministerium sagte einmalig 2,5 Millionen Euro für die „Entwicklung des Geländes unter dem Dach der Stiftung Bayerische Gedenkstätten“ zu.
Im März 2022 bekundete das Architekturbüro Daniel Libeskind Interesse, diesen „Ort von historisch herausragender Bedeutung“ zu gestalten und „einen einzigartigen Gedenk- und Lernort zu schaffen“. Die Erstellung des wissenschaftlichen Konzepts übernehme Edith Raim, das pädagogische Konzept eine Mitarbeiterin der Gedenkstätte des KZ Buchenwald.
Am 12. Januar 2023 besuchte Israels Generalkonsulin Carmela Shamir den geplanten Ort des Dokumentationszentrums sowie das dortige KZ-Außenlager Kaufering VII – Landsberg-Erpfting und trug sich in das Goldene Buch der Stadt Landsberg ein. Deren Oberbürgermeisterin Doris Baumgartl erklärte, es handle sich um einen „besonderen Tag“ für die Beziehung zwischen der Stadt Landsberg und dem Staat Israel, man wolle künftig an gemeinsamen Projekten arbeiten.

## Geschichte der Europäischen Holocaustgedenkstätte

### Erster Denkmalentwurf 1993 – Appellplatz und Erdhütten
1993 erstellte eine Gruppe junger Berliner Landschaftsarchitekten einen Entwurf für die Gestaltung der Europäischen Holocaustgedenkstätte. Danach sollte der ehemalige Appellplatz mit 14.500 unterschiedlichen Steinen – symbolisch für jeden Toten einer – die abstrakte Zahl der Toten greifbar machen. Darunter sollte ein Gedenkraum eingelassen werden, der nur über eine schmale Rampe zugänglich ist, damit die Besuchenden das Gefühl von Ausweglosigkeit spüren können. Die vielen Dutzend Erdhütten sollten über Rasenmulden erfahrbar werden.
Dieser Entwurf wurde aufgrund von Widerständen und fehlender finanzieller Unterstützung nicht verwirklicht.

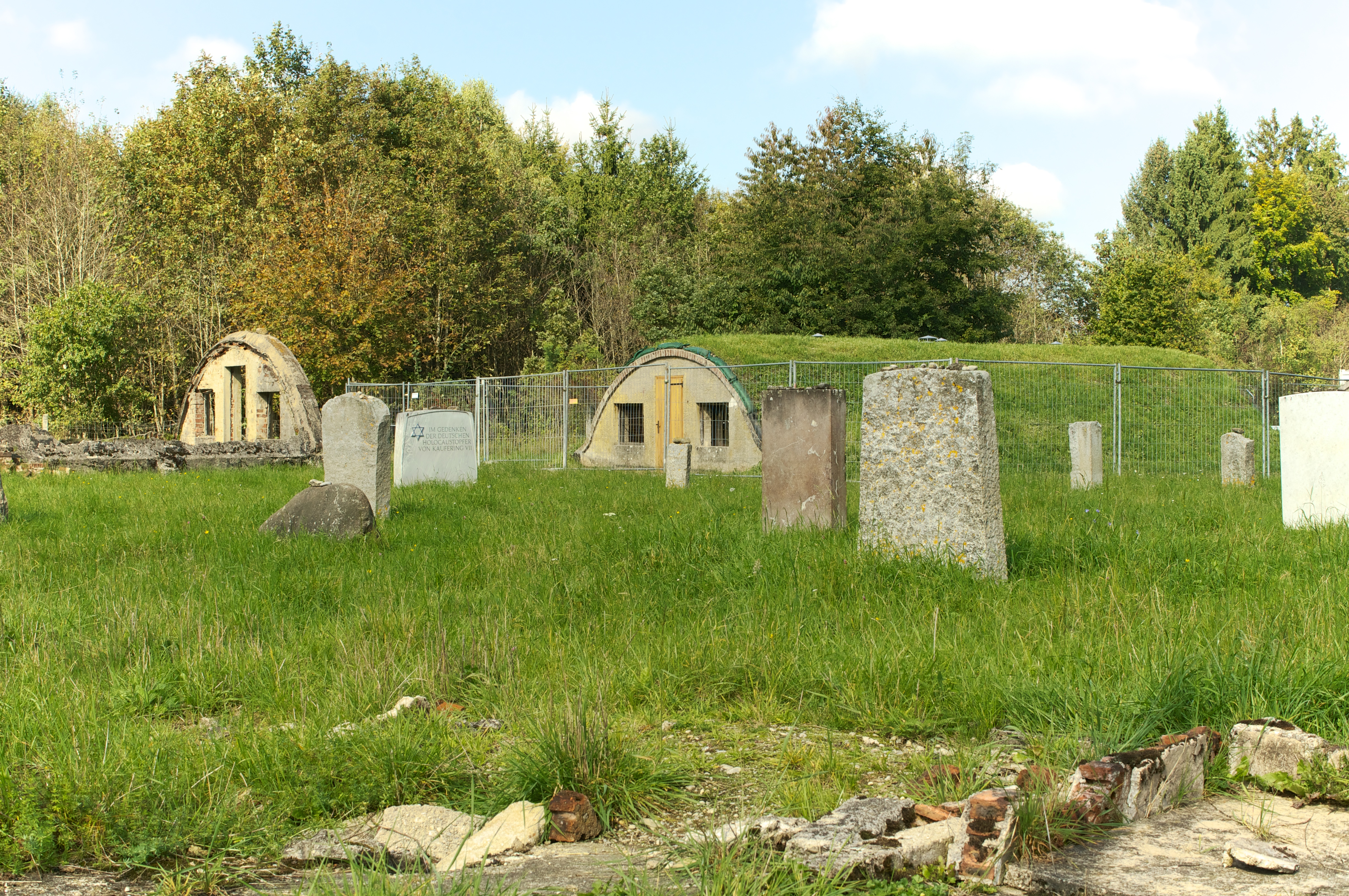
Zwölf Gedenksteine
europäischer Staaten (2014)

### Aufstellung von zwölf Gedenksteinen europäischer Staaten 1993 bis 2007
Es entstand die Idee eines „Europäisches Denkmals gegen Totalitarismus und Rassismus“, das die europäische Dimension des Holocaust deutlich machen sollte. Daher trat man ab 1993 an insgesamt 15 europäische Staatspräsidenten mit der Bitte heran, im Gedenken an die Opfer aus dem jeweiligen Land einen Gedenkstein zu stiften. Die angeschriebenen Staatspräsidenten, Königs- und Fürstenhäuser reagierten durchweg positiv. Zehn Staatsoberhäupter (von Litauen, Frankreich, Belgien, Holland, Österreich, Russland, Polen, Tschechien, Ungarn, Slowakei) sind dieser Bitte nachgekommen. Die ersten Gedenksteine der Staaten Litauen, Russland, Niederlande und Ungarn wurden am 1. Mai 1995 in einer Gedenkveranstaltung eingeweiht. Am 5. Mai 2005 wurde der bisher letzte Gedenkstein, der Slowakei, eines Staatspräsidenten aufgestellt und der Öffentlichkeit übergeben.
Die beiden deutschen Bundespräsidenten Roman Herzog und Johannes Rau stifteten keinen Gedenkstein, sodass die Bürgervereinigung selber den elften Gedenkstein für die deutschen Opfer gestiftet hat, mit der Inschrift: „Im Gedenken der deutschen Holocaustopfer von Kaufering VII“.
Im Jahr 2000 kam ein zwölfter Gedenkstein mit der Aufschrift „Niemals wieder“ in vier unterschiedlichen Sprachen hinzu, gestiftet von den amerikanisch/französischen Befreiern der KZ-Außenlager Kaufering.

### Aktivitäten Freistaat Bayern und Stadt Landsberg ab 1980er Jahre
Franz Josef Strauß schrieb 1983 an Anton Posset für die „Bürgervereinigung Landsberg im 20. Jahrhundert“, dass „die fünf im Jahre 1944 angelegten Erdbunker der Nachwelt erhalten bleiben“, indem sie in die Denkmalliste aufgenommen würden. Er bitte weiterhin um Verständnis, dass es die Möglichkeiten des Staates übersteige, mehr zu tun. Alexander Moksel, ein jüdischer Überlebender des Holocaust, finanzierte die Übertragung eines Teils des ehemaligen Geländes des KZ-Außenlager Kaufering VII – Erpfting an die Bürgervereinigung, um eine der Öffentlichkeit zugängliche Gedenkstätte zu schaffen. In den folgenden Jahrzehnten konnte, laut Edith Raim, von der Bürgervereinigung jedoch kein besuchsfähiger Zustand hergestellt werden, immer wieder wurde Besuchenden der Zutritt verwehrt, zuletzt bei einer Gedenkfeier im November 2013. Diese im Jahr 2019 kritische Bewertung der Erinnerungsarbeit, die in den 80er Jahren durch Anton Posset, dem ehemaligen Mentor von Edith Raim, begonnen wurde, führte zu lokalen kontroversen Diskussionen rund um die ehrenamtliche Erinnerungsarbeit.
Der andere, verwilderte und verwahrloste Teil des Geländes befand sich im Besitz der Stadt Landsberg. Er wurde eingeebnet und verfüllt. 2016 übertrug die die Stadt Landsberg der Stiftung Europäische Holocaustgedenkstätte das 800 Quadratmeter große Grundstück mit baulichen Überresten und entledigte sich damit ihrer Verantwortung für die Geschichte.
Das Bayerische Landesamt für Denkmalpflege führt dieses KZ-Außenlager und den zugehörigen KZ-Friedhof in der Liste der Baudenkmäler unter der Ortsbezeichnung „Hartmahd“.

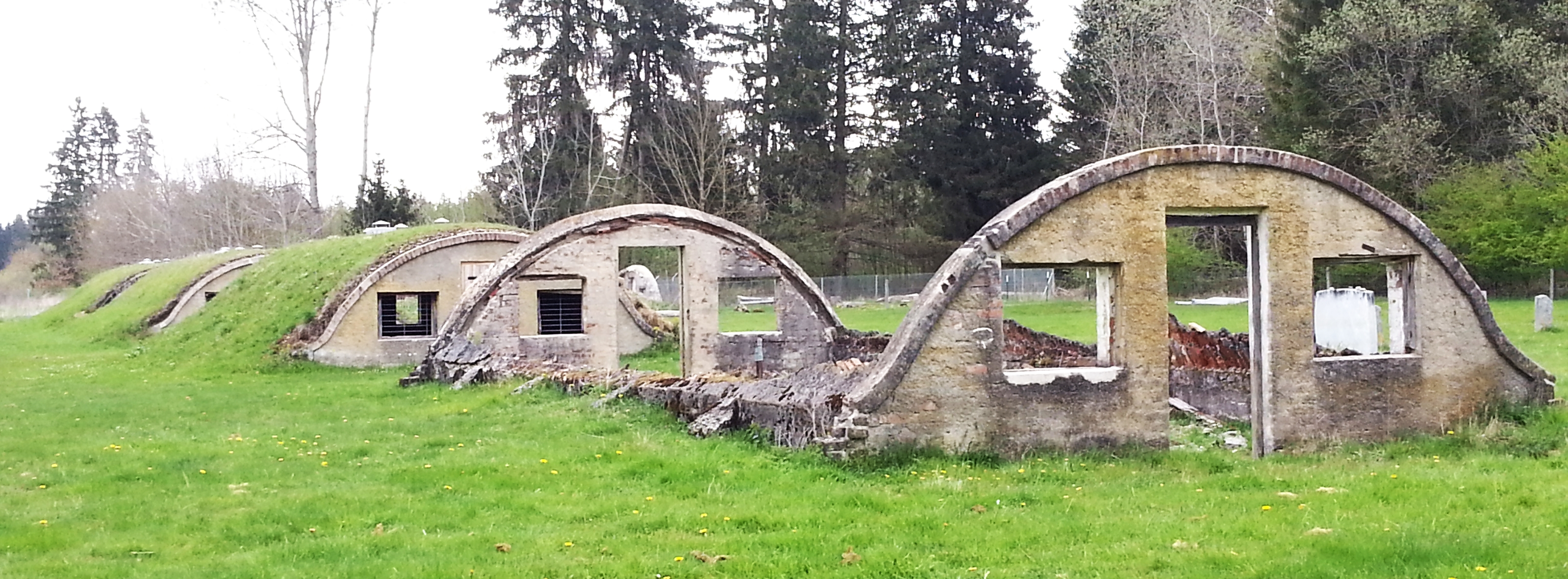
KZ-Außenlager Kaufering VII – Erpfting – Tonröhren-Baracke/Wohnbaracke, Außenansicht (Foto: 2017)

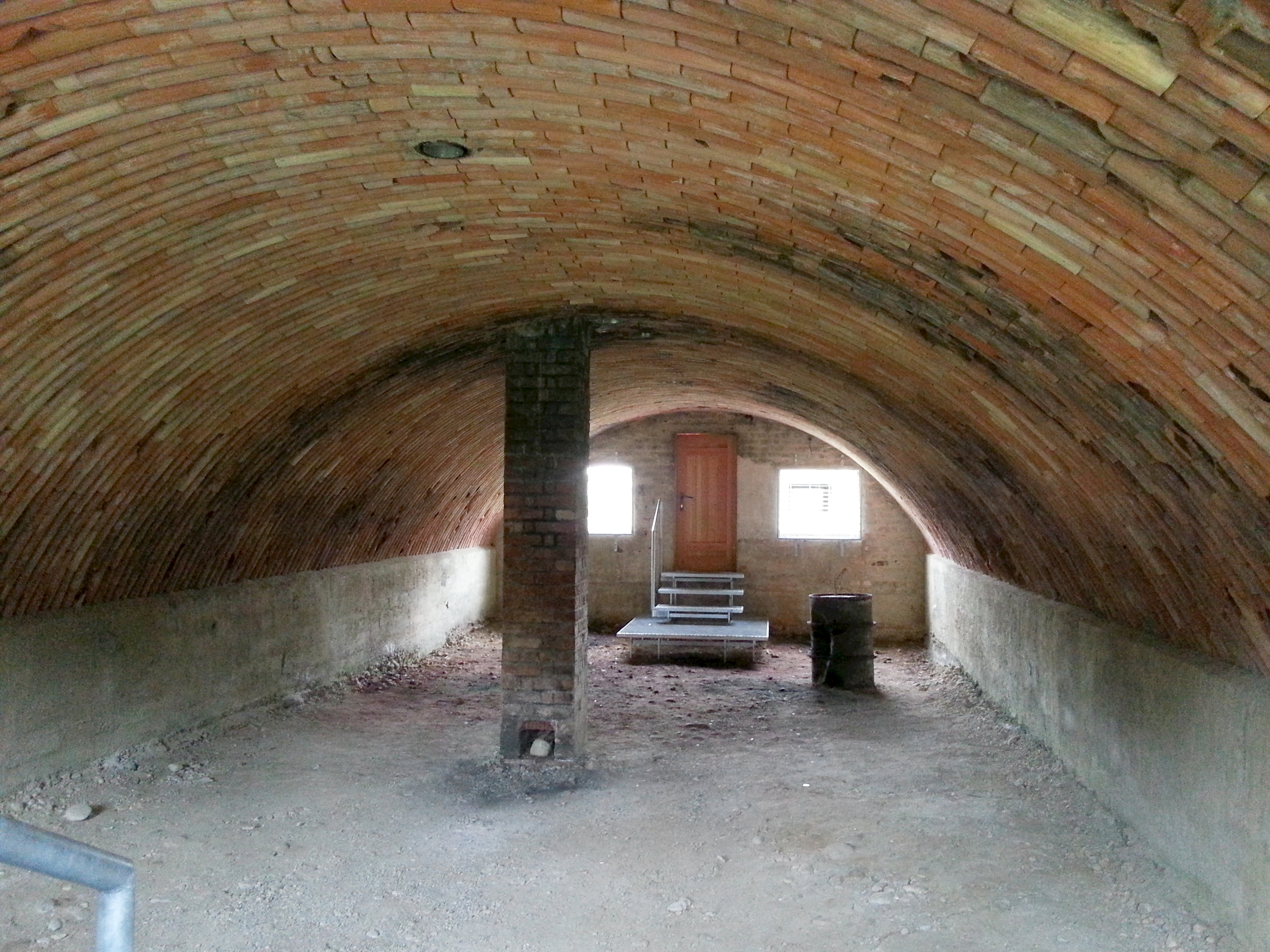
KZ-Außenlager Kaufering VII – Erpfting – Tonröhren-Baracke/Wohnbaracke, Innenansicht (Foto: 2017)

### Konservierung Tonröhren-Baracken 2014 bis 2016
Im Jahre 1991 standen noch fünf Tonröhrenbaracken. Von den fünf Tonröhrenbaracken war bereits bei einer die Decke eingestürzt. 2012 waren es noch drei intakte Tonröhrenbaracken, denn bei einer weiteren Tonröhrenbaracke war die Decke, aufgrund der durch die Rockergruppe entfernten Grasdecke und den starken Witterungseinflüssen, eingestürzt. Auf der Grundlage einer im Jahr 2010 erstellten Machbarkeitsstudie begann die von Anton Posset gegründete und geleitete Europäische Holocaustgedenkstätte Stiftung e. V. in Zusammenarbeit mit dem Bayerischen Landesamt für Denkmalpflege im Jahre 2014, die auf dem ehemaligen KZ-Außenlager Kaufering VII – Erpfting vorhandenen Baudenkmäler zu konservieren, insbesondere die drei noch vollständig erhaltenen Tonröhren-Baracken. Die Baudenkmäler auf dem ehemaligen KZ-Lager Kaufering VII wurden 2013 als Bauwerke von nationaler Bedeutung bewertet. Sie „prägen das kulturelle Erbe der Bundesrepublik Deutschland mit“.
Im Jahr 2016 wurde die Konservierung der drei intakten Tonröhren-Baracken abgeschlossen. Dies wurde von Seiten staatlicher Stellen und mit Eigenmitteln der Europäischen Holocaustgedenkstätte Stiftung e. V. realisiert. Während der Konservierungsarbeiten im KZ-Außenlager Kaufering VII – Erpfting des ehemaligen KZ-Außenlagerkomplexes Kaufering-Landsberg wurden im März 2015 Unterschriften von jüdischen Häftlingen entdeckt.
Zum Abschluss der Konservierungsarbeiten auf dem ehemaligen KZ-Außenlager Kaufering VII – Erpfting würdigte die Bayerische Ingenieurskammer-Bau gemeinsam mit dem Bayerischen Landesamt für Denkmalpflege das Engagement der Europäischen Holocaustgedenkstätte Stiftung mit dem Bayerischen Denkmalpflegepreis 2016 in Gold. Begründung der Jury: „Die Preiswürdigkeit bei diesem Denkmal liegt besonders auf den Bemühungen, einem bedeutenden Dokument eines KZ-Außenlagers möglichst unverändert eine Zukunft zu geben. Die gefundene Lösung, die z. T. schadhaften Tonröhren nur von außen zu sichern, ist dabei hervorzuheben. Die mutige Vorgehensweise bei der nur konservierenden Behandlung der Tonröhren […] stellen eine herausragende Leistung dar.“ 2018 zeichnete der Freistaat Bayern die Europäische Holocaustgedenkstätte Stiftung für die Erhaltung der Tonröhrenbaracken und die Vermittlung ihrer Geschichte mit der Denkmalschutzmedaille aus.

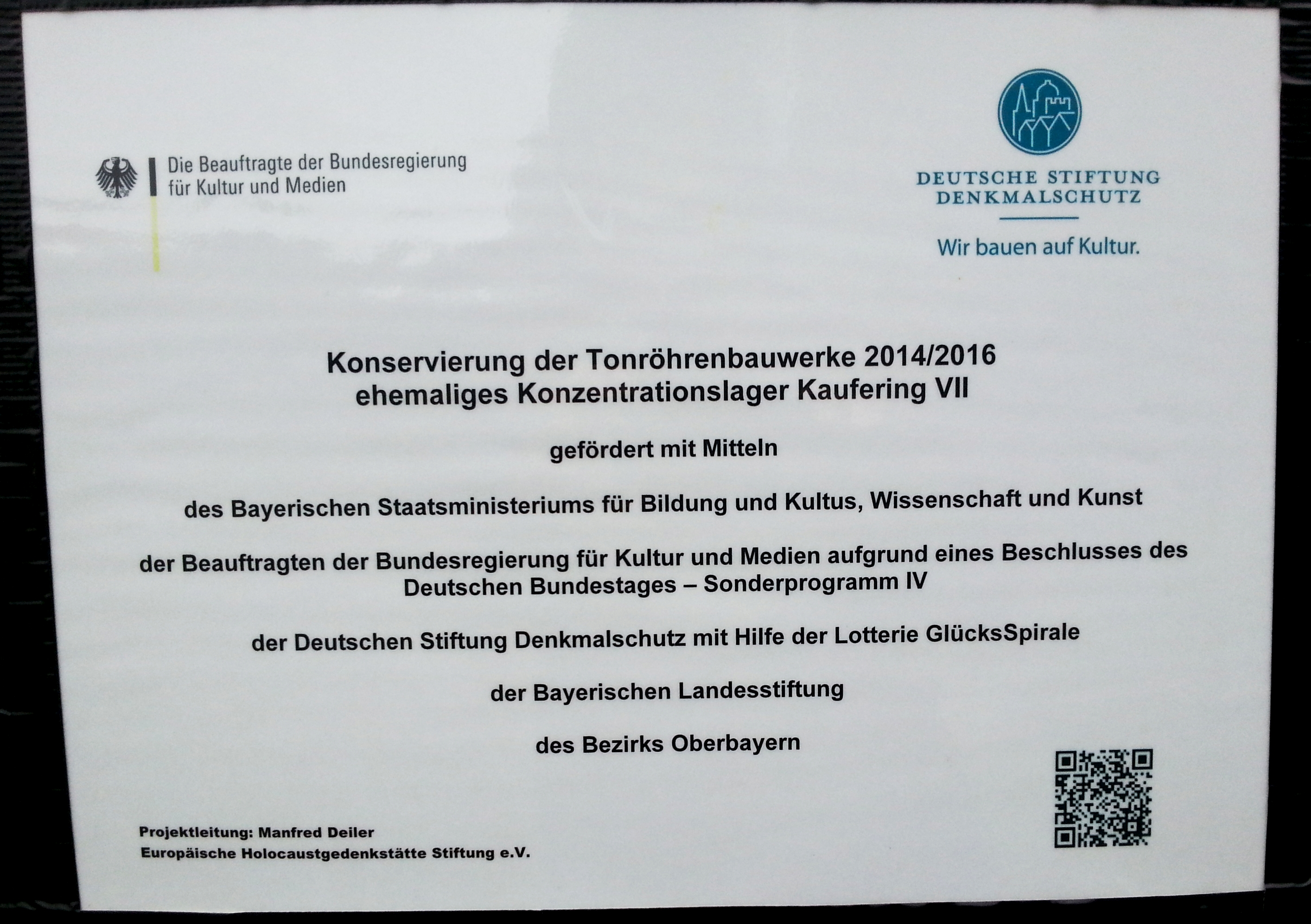
KZ-Außenlager Kaufering VII – Erpfting – Tonröhren-Bauweise (2018)
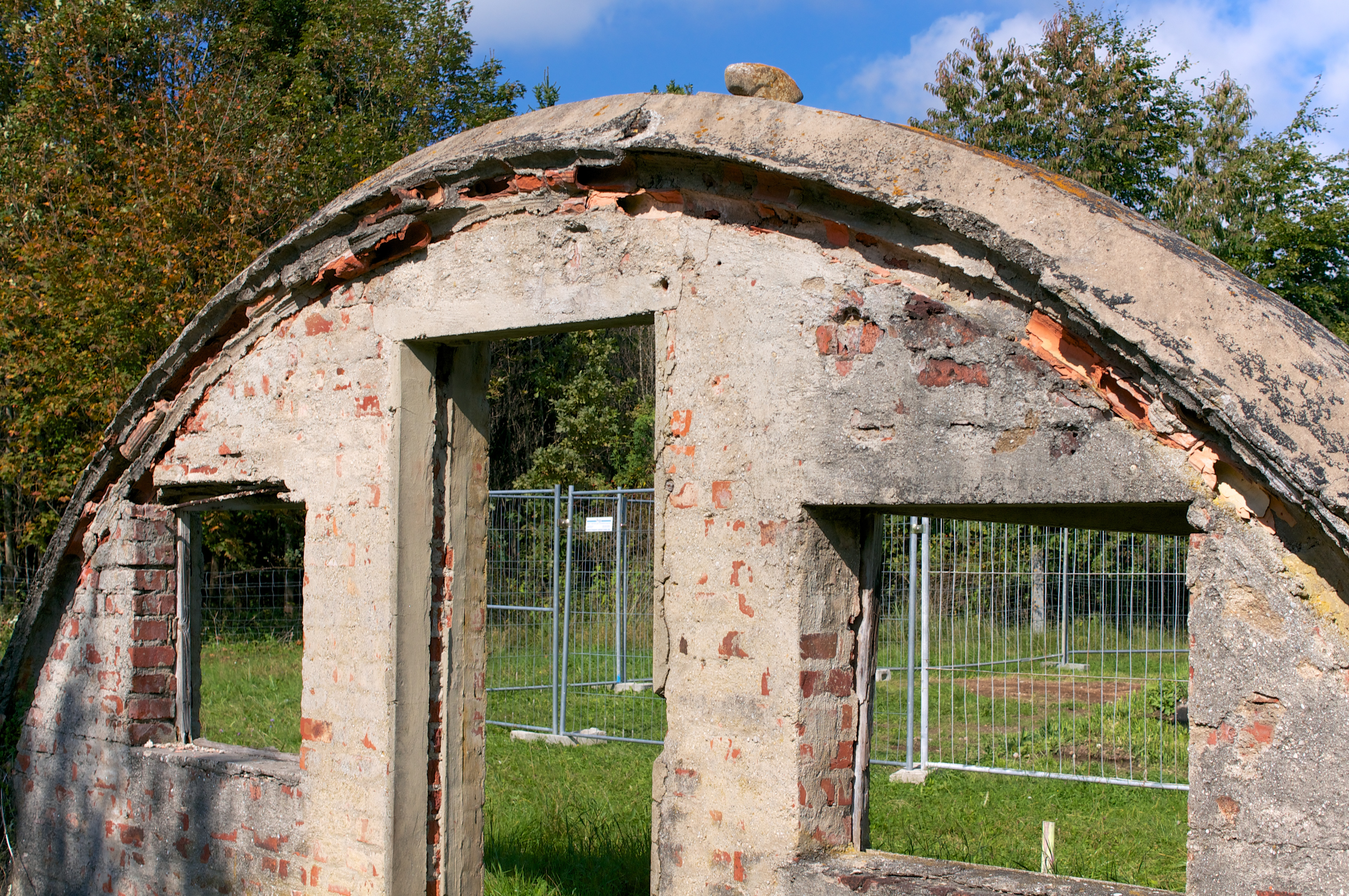
Tonröhren-Baracke / Wohnbaracke – Nahaufnahme (2014)
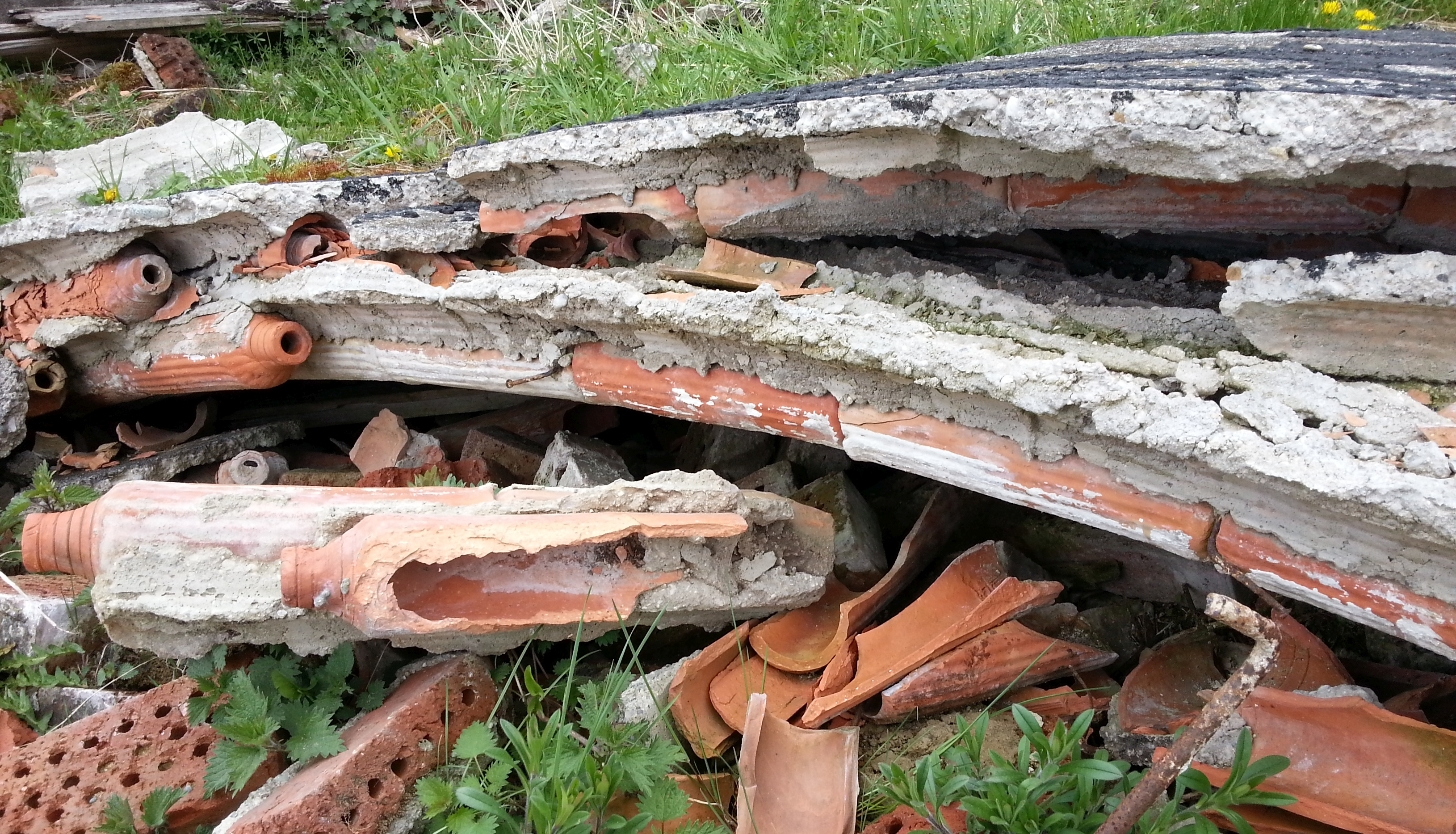
Tonröhrenbaracke / Wohnbaracke – Tonröhrendach eingestürzt (2017)
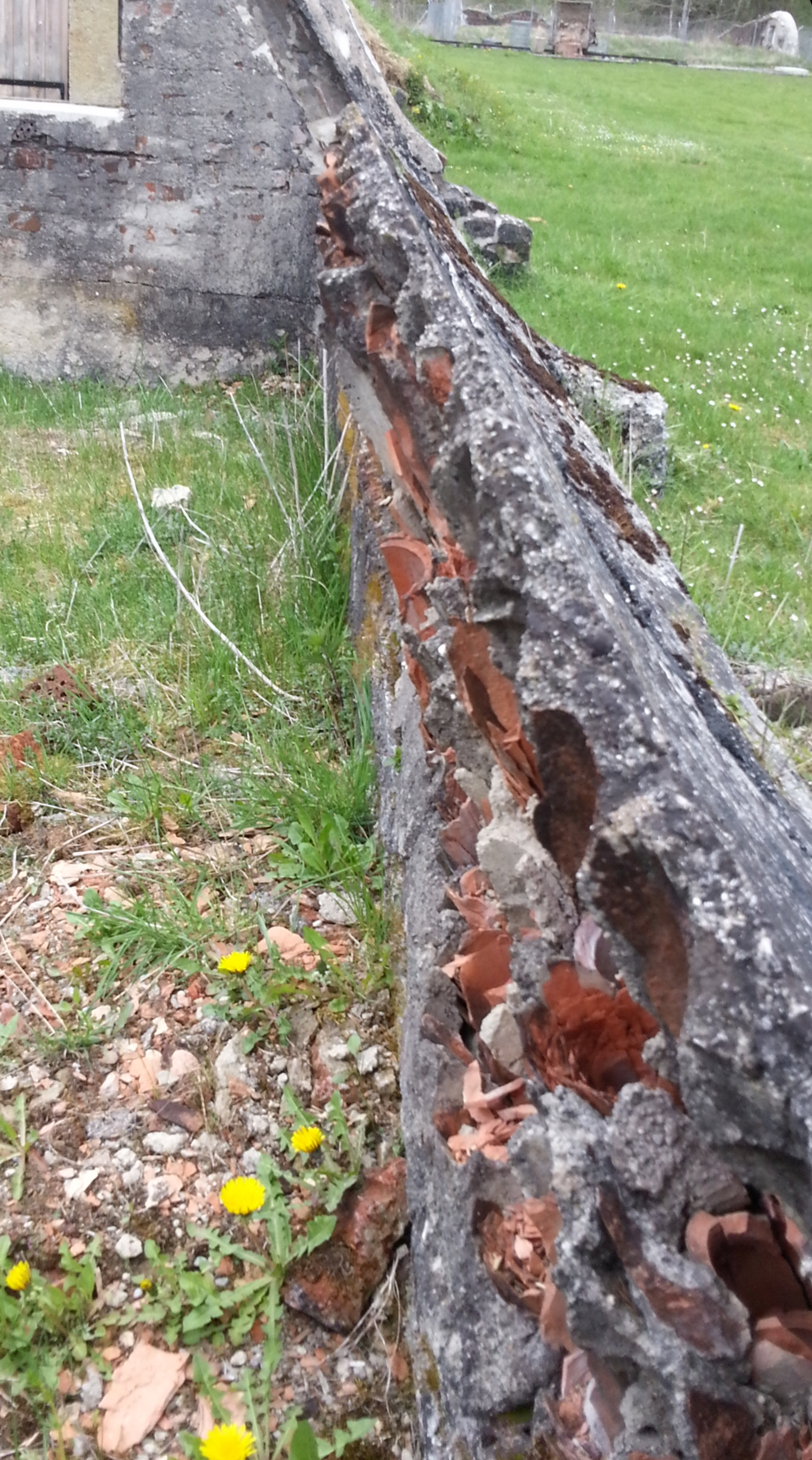
KZ-Außenlager Kaufering VII – Erpfting – Tonröhrendach Fundament (2017)
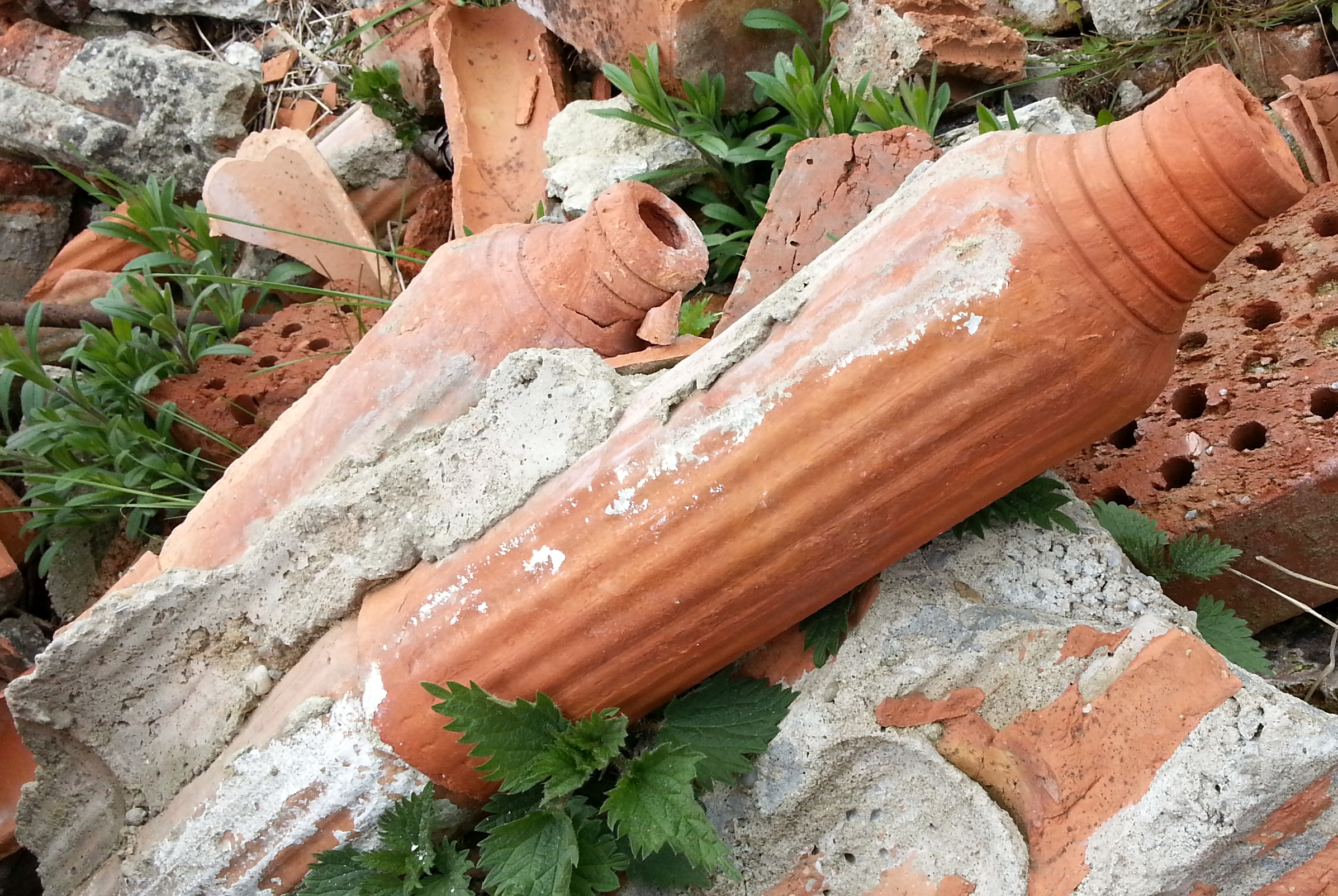
KZ-Außenlager Kaufering VII – Erpfting – Tonröhre im Detail (2017)

## Film
- Original-Filmaufnahme: Die amerikanische Armee entdeckt den Holocaust, online auf buergervereinigung-landsberg.de, Archiv von Anton Posset, übergeben von einem Befreier der 103. Infanterie-Division der US-Streitkräfte. Dokumentarfilm, 7:28 Minuten. Befreiung des Konzentrationslagers Kaufering IV am 27. April 1945 durch US-Streitkräfte. Dieser wird im Film Band of Brothers von Steven Spielberg im Jahr 2000 nachgespielt.